# ایل آغاجاری
ایل آغاجاری قبیله ای با خاستگاه قومی ترک و لر است که در خوزستان و کهگیلویه و بویراحمد به زبان لری جنوبی و در همدان، آذربایجان شرقی و زنجان به زبان ترکی صحبت می کنند. نام آغاجاری به ترکی به معنای «مردمِ بیشه» است. برخی از طوایف آغاجاری ترک و برخی لر هستند.

## نام
آغاجاری مرکب از دو واژهٔ ترکی «آغاج» به‌معنی درخت و «اَر» به‌معنای مَرد است که مفهوم «مَردِ بیشه» را می‌دهد. ترکمانان اُغوز در پی استیلای مغول و نامساعد شدن شرایط زندگی، سرزمین خود، ماورای سیحون، را تَرک کردند و راهی ایران و آسیای صغیر شدند. گروهی از آنان که در نواحی جنگلی مرعش، واقع در آناتولی، سکونت گزیدند، «آغاچ اری یا آغاجاری» نامیده شدند.
آغاجاری نام عمومی چند تیره از ایلات تُرک و لُر است که در اطراف بهبهان، زیدون، قلعه گلاب و رودخانه خیرآباد و مارون ساکنند و در گذشته برای قشلاق به این ناحیه که نامی خاص نداشته می‌آمده و نام خود را به آن داده‌اند. رشیدالدین فضل‌الله در وجه تسمیه آنان نوشته: «این نام در قدیم‌الایام نبوده، به وقت آنکه اقوام اوغوز بدین ممالک (ماوراءالنهر و ایران) آمده‌اند، طایفه‌ای از ایشان که یورت (زمین) در حدود بیشه‌ها داشته بدین اسم اغاج ایری موسوم گردانیده‌اند، یعنی مرد بیشه»

## تاریخ
آغاجاری یا آقاجَری (آغاچ اَری)، ایلی ساکن اطراف بهبهان است. تیره‌های گونه‌گون آغاجاری عبارت‌اند از: افشار، بیگدلی، تیلکو،بنگی، شیرالی جامه‌بزرگی، جُغَتایی، داوودی، شعری، قره‌باغی و گشتیل. هم‌زمان با تشکیل دولت قره‌قویونلو، گروهی از آغاجاری‌ها با قره‌محمد، امیر قره‌قویونلو، روابط بسیار نزدیک داشتند؛ حتی تاتار خاتون، خواهر محمد، با یکی از امرای آغاجاری ازدواج کرد که حسن بیک، یکی از رؤسای آغاجاری، فرزند اوست. هنگامی که قره یوسف، حکمران قره‌قویونلو، آذربایجان را تصرف کرد و پایه‌های حکومت خویش را استحکام بخشید، قبایل تیره‌های متعدد ترکمانانِ نواحی مرزی آناتولی شرقی، ازجمله آغاجاری‌ها، با وی به ایران آمدند و به خدمت در حکومت قره‌قویونلوها پرداختند. از امرای معروف آنان می‌توان حسن بیک، حسین بیک، سولان بیک و علی بیک را نام برد. آغاجاری‌ها پس از انقراض دولت قره‌قویونلو نیز موجودیت خود را حفظ کردند و بعید نیست که آغاجاری‌های کنونی ایران از بازماندگان آنان باشند. در حال حاضر، گروهی از بازماندگان این قوم که شیعی‌مذهب‌اند، در نواحی مختلف ترکیه، از جمله اطراف آیدین، اسپارتا و آدانا زندگی می‌کنند.
زکی ولیدی می‌نویسد که در سال ۴۶۰ میلادی شاخه‌ای از خرزها یا گروهی بسیار نزدیک به آنها با نام آغاجاری به جنوب قفقاز آمده‌اند. بعدها در تاریخ، قبیله‌ای به این نام را در کوه‌های مرعش، در شرق آناتولی مشاهده می‌کنیم که در کنار گروهی از افشارها و بیات‌ها زندگی می‌کنند. گروه دیگری از آغاجاری‌ها برای سالها قبیله‌ای حاکم در منطقه خلخال در شرق آذربایجان و در همسایگی دیلمیان حضور داشته‌اند. گفته می‌شود آغاجاری‌ها در هنگام تصرف الموت، در لشکر هلاکوخان بوده‌اند. در نهایت، قبایلی به نام آغاجاری در کنفدراسیون‌های قبیله‌ای قراقیونلو و آق‌قیونلو وجود داشته‌اند. مینورسکی قبیله آغاجاری در جنوب‌غربی ایران را به عنوان شاخه‌ای از لرهای کهگیلویه طبقه‌بندی نموده اما وی اشاره کرده که این ایل از ویژگی نژادی ترکیبی برخوردار است و چهار طایفه (تیره) آن تُرک هستند که عبارتند از: افشارها، جغتایی‌ها، بیگدلی‌ها و قره‌باغی‌ها. دو منبع (فسایی و دمورگنی) آغاجاری را به عنوان ترکیبی از تُرک و لر معرفی کرده‌اند. برخی از طوایف آغاجاری هنوز به زبان ترکی صحبت می‌کنند ولی در مجموع زبان اکثریت آنها لری است. بسیاری از اقوامی که امروزه به عنوان کرد یا ترک در نظر گرفته می‌شوند، در زمان‌های گذشته به عنوان لر یا لک توصیف می‌شدند و عکس این موضوع نیز صادق است، به عنوان مثال ایل آغاجاری که اکنون به عنوان یکی از قبایل لر در استان کهگیلویه و بویراحمد به حساب می‌آید، در اصل ترک بوده‌اند. مینورسکی قبیله آغاجاری در جنوب غربی ایران را شاخه ای از لرهای کهگیلویه طبقه‌بندی نموده است، اما اشاره کرده که این قبیله ترکیبی بوده و چهار طایفه آن (تیره) ترک هستند (مانند افشارها و بیگدلی ها و …). فسائی و دمورگنی آغاجاری‌های کهگیلویه را تلفیقی از ترک‌ها و لرها توصیف کردند. هویت ایل آغاجاری در دوران قاجار به روشنی در فارسنامه انعکاس یافته‌است او هویت آغاجاری‌ها را لری دانسته و آن‌ها را یکی از سه شاخه لرهای کهگیلویه ذکر کرده‌است. امروزه ایل آغاجاری به صورت پراکنده در خوزستان مخصوصاً آغاجاری، کهگیلویه و بویراحمد، زنجان، آذربایجان شرقی و همدان سکونت دارند.